# Juha Repo
Juha Repo (31 ottobre 1957) è un copilota di rally finlandese.

## Biografia
Ha disputato la sua prima gara da copilota nel 1982, al Rally dei 1000 Laghi, nona prova del campionato del mondo, a bordo di una Opel Ascona B pilotata da Voitto Silander.

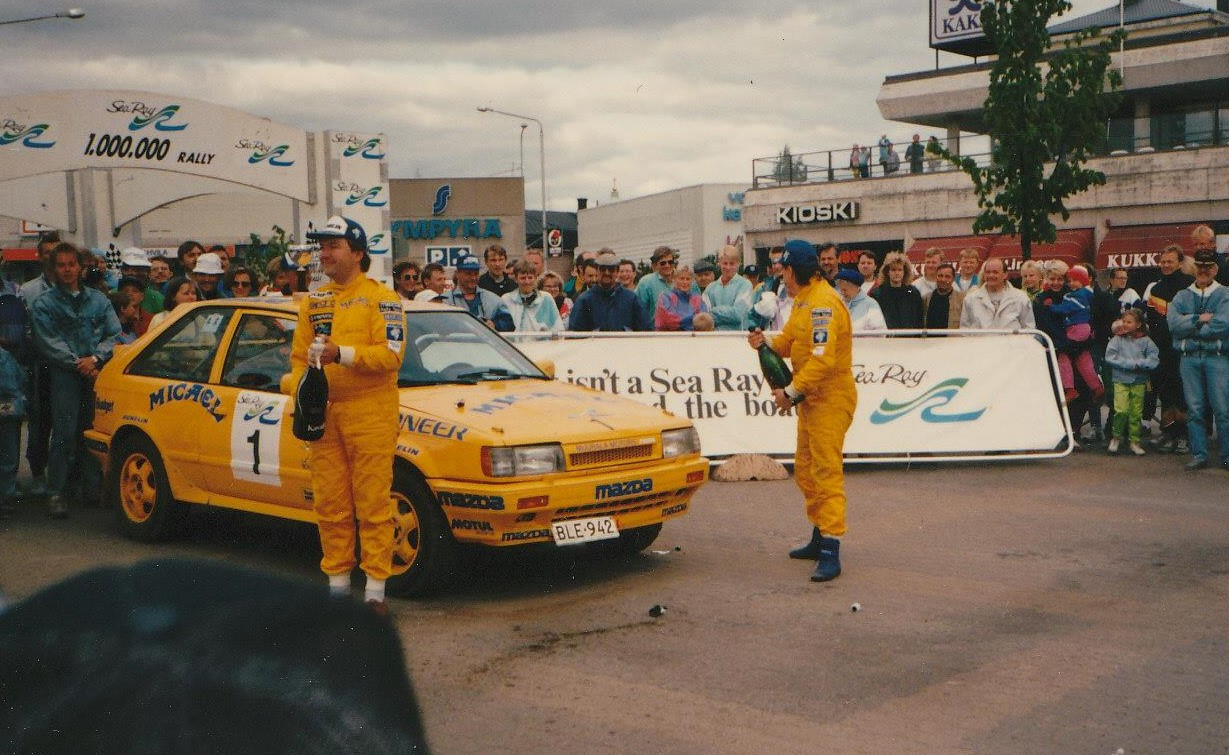
Repo (a sinistra), con Mikael Sundström, vincitori dellHankiralli, in Finlandia, nel 1990

Sino al 1995 Repo partecipò saltuariamente a gare del mondiale (soprattutto il Rally di Finlandia e quello di Gran Bretagna), alternandosi con vari piloti suoi connazionali, tra cui Mikael Sundström, con cui conquistò i primi punti mondiali al Rally di Gran Bretagna del 1989, Teemu Tahko e Ari Mökkönen, e ad appuntamenti del Campionato Europeo. Nel 1996 fece coppia con Harri Rovanperä, disputando assieme cinque appuntamenti dell'Europeo, serie nella quale totalizzò nel corso degli anni (sino al 2003) 36 partecipazioni, ottenendo 6 vittorie e 8 podi. 

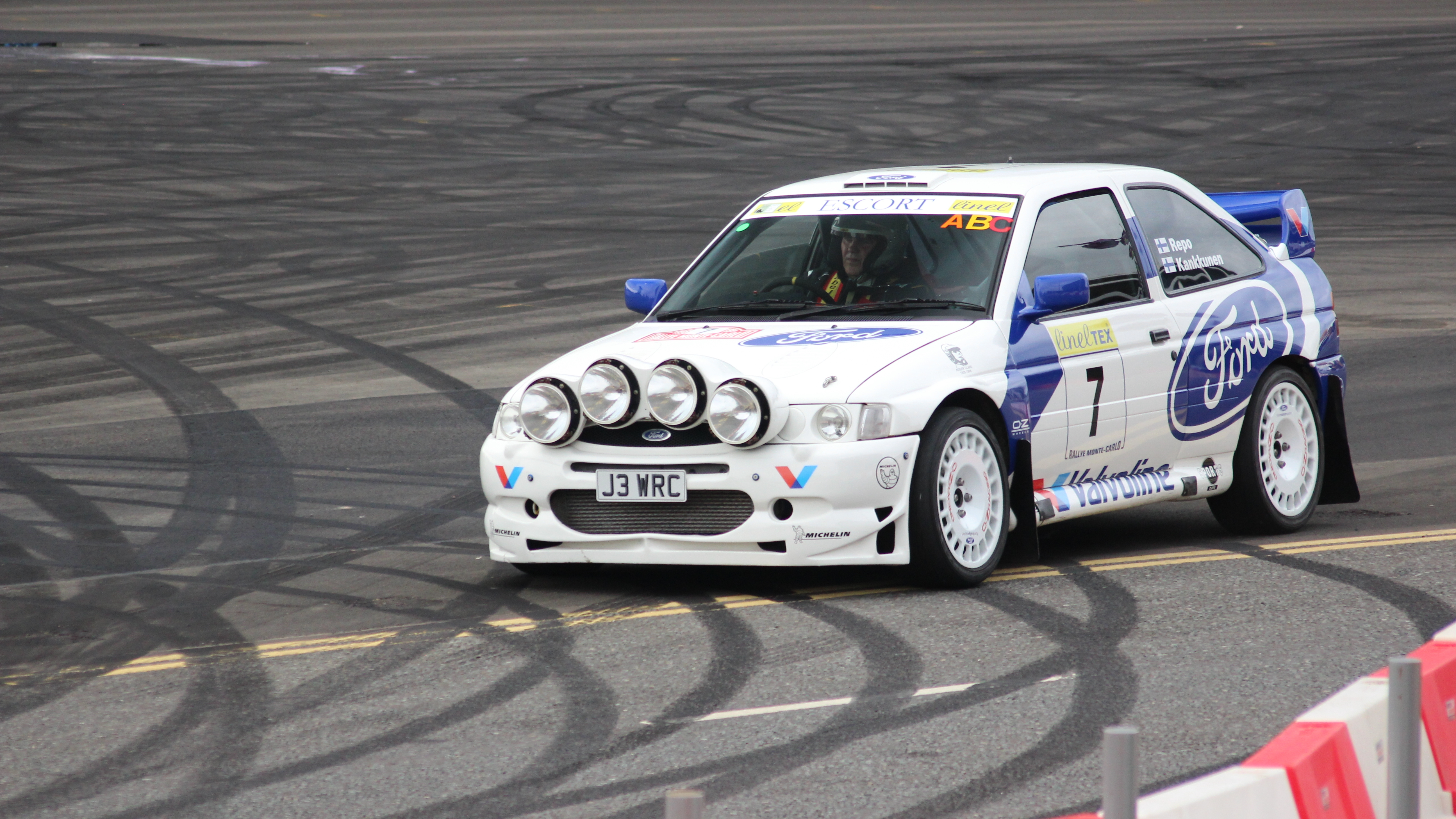
Repo, sul sedile di sinistra, con la Ford Escort WRC utilizzata al Rally di Monte Carlo 1997

Dal 1997 al 2002 partecipò al mondiale a tempo pieno in coppia con il quattro volte campione del mondo Juha Kankkunen. Nel 1997 e nel 1998 gareggiarono per la squadra ufficiale Ford, terminando quarti in classifica generale in entrambe le annate a bordo della Ford Escort WRC. Nel 1999 la coppia venne ingaggiata per due anni dal team Subaru e furono nuovamente quarti a fine campionato con la Impreza WRC; nel 2000 invece terminarono all'ottavo posto. Per 2001 si accasarono presso il team Hyundai, guidando la Accent WRC soltanto al Rally di Finlandia e partecipando interamente alla stagione successiva, dove non ottennero però risultati di rilievo.
L'ultima gara titolata cui prese parte fu il Rally di Finlandia del mondiale 2010, dove terminò all'ottavo posto finale sempre con Kankkunen, su una Ford Focus RS WRC della scuderia M-Sport.

## Vittorie nel WRC
| Nº | Rally                  | Anno | Pilota         | Vettura              | Squadra                 |
| -- | ---------------------- | ---- | -------------- | -------------------- | ----------------------- |
| 1  | 19º Rally d'Argentina  | 1999 | Juha Kankkunen | Subaru Impreza WRC99 | Subaru World Rally Team |
| 2  | 49º Rally di Finlandia | 1999 | Juha Kankkunen | Subaru Impreza WRC99 | Subaru World Rally Team |

## Risultati nel mondiale rally
| 1982 | Scuderia | Vettura       |  |  |  |  |  |  |  |  |    |  |  |  |  |  | Punti | Pos. |
| ---- | -------- | ------------- |  |  |  |  |  |  |  |  | -- |  |  |  |  |  | ----- | ---- |
| 1982 |          | Opel Ascona B |  |  |  |  |  |  |  |  | 16 |  |  |  |  |  | 0     |      |

| 1983 | Scuderia | Vettura            |  |  |  |  |  |  |  |  |     |  |  |  |  |  | Punti | Pos. |
| ---- | -------- | ------------------ |  |  |  |  |  |  |  |  | --- |  |  |  |  |  | ----- | ---- |
| 1983 |          | Ford Escort RS2000 |  |  |  |  |  |  |  |  | Rit |  |  |  |  |  | 0     |      |

| 1984 | Scuderia | Vettura        |  |  |  |  |  |  |  |  |    |  |  |  |  |  | Punti | Pos. |
| ---- | -------- | -------------- |  |  |  |  |  |  |  |  | -- |  |  |  |  |  | ----- | ---- |
| 1984 |          | Opel Manta 200 |  |  |  |  |  |  |  |  | 14 |  |  |  |  |  | 0     |      |

| 1986 | Scuderia | Vettura                 |  |  |  |  |  |  |  |  |     |  |  |  |  |  | Punti | Pos. |
| ---- | -------- | ----------------------- |  |  |  |  |  |  |  |  | --- |  |  |  |  |  | ----- | ---- |
| 1986 |          | Volkswagen Golf GTi 16V |  |  |  |  |  |  |  |  | Rit |  |  |  |  |  | 0     |      |

| 1987 | Scuderia | Vettura             |  |  |  |  |  |  |  |  |  |     |  |  |  |  | Punti | Pos. |
| ---- | -------- | ------------------- |  |  |  |  |  |  |  |  |  | --- |  |  |  |  | ----- | ---- |
| 1987 |          | Volkswagen Golf GTi |  |  |  |  |  |  |  |  |  | Rit |  |  |  |  | 0     |      |

| 1988 | Scuderia | Vettura                           |  |  |  |  |  |  |  |  |  |     |  |  |     |  | Punti | Pos. |
| ---- | -------- | --------------------------------- |  |  |  |  |  |  |  |  |  | --- |  |  | --- |  | ----- | ---- |
| 1988 |          | Volkswagen Golf GTi Mazda 323 4WD |  |  |  |  |  |  |  |  |  | Rit |  |  | Rit |  | 0     |      |

| 1989 | Scuderia                 | Vettura       |  |     |  |  |  |  |  |  |     |  |  |  |   |  | Punti | Pos. |
| ---- | ------------------------ | ------------- |  | --- |  |  |  |  |  |  | --- |  |  |  | - |  | ----- | ---- |
| 1989 | Mazda Rally Team Finland | Mazda 323 4WD |  | Rit |  |  |  |  |  |  | Rit |  |  |  | 7 |  | 4     | 56º  |

| 1990 | Scuderia                | Vettura                     |  |  |  |  |  |  |  |     |  |  |  |     |  |  | Punti | Pos. |
| ---- | ----------------------- | --------------------------- |  |  |  |  |  |  |  | --- |  |  |  | --- |  |  | ----- | ---- |
| 1990 | Mazda Rally Team Europe | Mazda 323 4WD Mazda 323 GTX |  |  |  |  |  |  |  | Rit |  |  |  | Rit |  |  | 0     |      |

| 1991 | Scuderia | Vettura                  |  |  |  |  |  |  |  |  |    |  |  |  |  |  | Punti | Pos. |
| ---- | -------- | ------------------------ |  |  |  |  |  |  |  |  | -- |  |  |  |  |  | ----- | ---- |
| 1991 |          | Toyota Celica GT-4 ST165 |  |  |  |  |  |  |  |  | 13 |  |  |  |  |  | 0     |      |

| 1993 | Scuderia | Vettura       |  |  |  |  |  |  |  |    |  |  |  |  |  |  | Punti | Pos. |
| ---- | -------- | ------------- |  |  |  |  |  |  |  | -- |  |  |  |  |  |  | ----- | ---- |
| 1993 |          | Audi Coupé S2 |  |  |  |  |  |  |  | 12 |  |  |  |  |  |  | 0     |      |

| 1996 | Scuderia                                | Vettura                                           |  |  |  |  |  |     |  |  |   |  |  |  |  |  | Punti | Pos. |
| ---- | --------------------------------------- | ------------------------------------------------- |  |  |  |  |  | --- |  |  | - |  |  |  |  |  | ----- | ---- |
| 1996 | Promoracing Finland Mitsubishi Ralliart | Ford Escort RS Cosworth Mitsubishi Lancer Evo III |  |  |  |  |  | Rit |  |  | 5 |  |  |  |  |  | 8     |      |

| 1997 | Scuderia          | Vettura         |  |  |  |  |  |  |     |   |   |   |   |   |     |   | Punti | Pos. |
| ---- | ----------------- | --------------- |  |  |  |  |  |  | --- | - | - | - | - | - | --- | - | ----- | ---- |
| 1997 | Ford Motor Co Ltd | Ford Escort WRC |  |  |  |  |  |  | Rit | 2 | 3 | 2 | 2 | 6 | Rit | 2 | 29    | 4º   |

| 1998 | Scuderia          | Vettura         |   |   |   |   |     |   |   |   |   |   |     |   |   |  | Punti | Pos. |
| ---- | ----------------- | --------------- | - | - | - | - | --- | - | - | - | - | - | --- | - | - |  | ----- | ---- |
| 1998 | Ford Motor Co Ltd | Ford Escort WRC | 2 | 3 | 2 | 7 | Rit | 9 | 3 | 3 | 4 | 3 | Rit | 5 | 2 |  | 39    | 4º   |

| 1999 | Scuderia                | Vettura              |   |   |     |     |   |  |   |     |   |   |   |   |     |   | Punti | Pos. |
| ---- | ----------------------- | -------------------- | - | - | --- | --- | - |  | - | --- | - | - | - | - | --- | - | ----- | ---- |
| 1999 | Subaru World Rally Team | Subaru Impreza WRC99 | 2 | 6 | Rit | Rit | 6 |  | 1 | Rit | 2 | 1 | 4 | 6 | Rit | 2 | 44    | 4º   |

| 2000 | Scuderia                | Vettura                                     |   |   |   |     |     |   |   |     |   |   |  |  |     |   | Punti | Pos. |
| ---- | ----------------------- | ------------------------------------------- | - | - | - | --- | --- | - | - | --- | - | - |  |  | --- | - | ----- | ---- |
| 2000 | Subaru World Rally Team | Subaru Impreza WRC99 Subaru Impreza WRC2000 | 3 | 6 | 2 | Rit | Rit | 4 | 3 | Rit | 8 | 7 |  |  | Rit | 5 | 20    | 8º   |

| 2001 | Scuderia            | Vettura             |  |  |  |  |  |  |  |  |     |  |  |  |  |  | Punti | Pos. |
| ---- | ------------------- | ------------------- |  |  |  |  |  |  |  |  | --- |  |  |  |  |  | ----- | ---- |
| 2001 | Hyundai Castrol WRT | Hyundai Accent WRC2 |  |  |  |  |  |  |  |  | Rit |  |  |  |  |  | 0     |      |

| 2002 | Scuderia            | Vettura             |  |   |  |  |     |   |     |   |     |  |  |   |     |   | Punti | Pos. |
| ---- | ------------------- | ------------------- |  | - |  |  | --- | - | --- | - | --- |  |  | - | --- | - | ----- | ---- |
| 2002 | Hyundai Castrol WRT | Hyundai Accent WRC3 |  | 8 |  |  | Rit | 7 | Rit | 8 | Rit |  |  | 5 | Rit | 9 | 2     | 14º  |

| 2003 | Scuderia      | Vettura         |  |  |  |  |  |  |  |  |    |  |  |  |  |  | Punti | Pos. |
| ---- | ------------- | --------------- |  |  |  |  |  |  |  |  | -- |  |  |  |  |  | ----- | ---- |
| 2003 | Bozian Racing | Peugeot 206 WRC |  |  |  |  |  |  |  |  | 11 |  |  |  |  |  | 0     |      |

| 2010 | Scuderia                 | Vettura              |  |  |  |  |  |  |  |   |  |  |  |  |  |  | Punti | Pos. |
| ---- | ------------------------ | -------------------- |  |  |  |  |  |  |  | - |  |  |  |  |  |  | ----- | ---- |
| 2010 | Stobart M-Sport Ford WRT | Ford Focus RS WRC 08 |  |  |  |  |  |  |  | 8 |  |  |  |  |  |  | 4     | 17º  |

| Legenda | 1º posto | 2º posto | 3º posto | A punti | Senza punti | Ritirato | Squalificato | NP=Non partito C=Gara cancellata | Apice=Power stage |